# Chorfa (Mascara)
Chorfa è un comune dell'Algeria, situato nella provincia di Mascara.